# Ријаки
Ријаки (грч. Ρυάκι) је насељено место у општини Кожани у периферији Западна Македонија, Грчка. Према попису из 2021. године било је 183 становника.
Насеље је 1913. године имало 435 житеља Турака. Године 1923. турско становништво је принудно исељено у Турску а на њихово место је насељено 117 караманлијских избегличких породица, којих је на попису из 1928. године било 463. Село се раније звало Моранли.